# X. Piusz pápa enciklikái

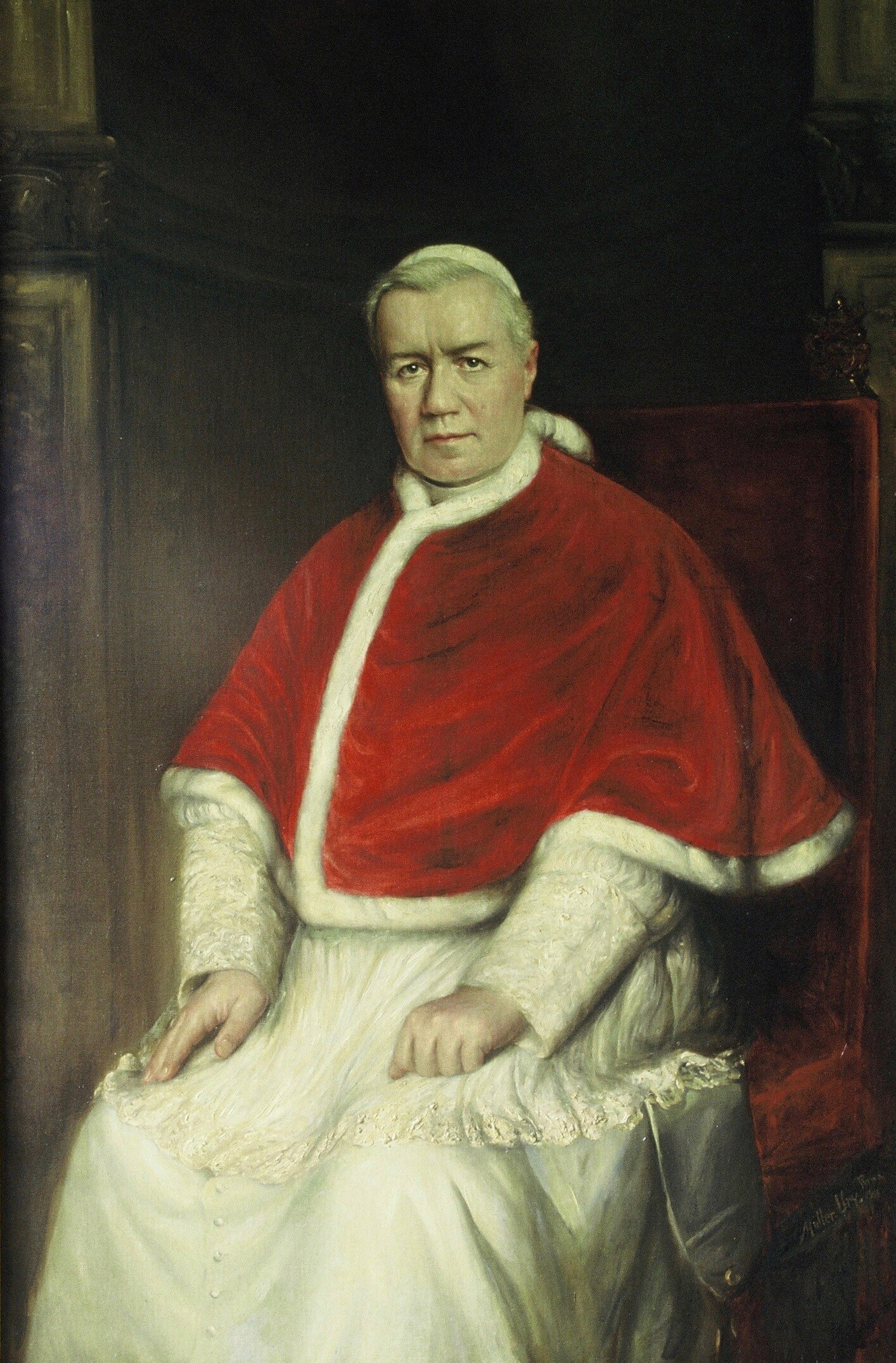
Szent X. Pius pápa

Ez a lap Szent X. Piusz pápa enciklikáit sorolja fel.
| No. | Latin címe                | Címe (Magyar fordítás)               | Tartalma                                                                 | Kiadásának ideje     | Szövege    |
| --- | ------------------------- | ------------------------------------ | ------------------------------------------------------------------------ | -------------------- | ---------- |
| 1.  | E supremi                 | „A legfelsőbb”                       | Minden dolog helyreállításáról Krisztusban                               | 1903. október 4.     |            |
| 2.  | Iucunda sane              | „Valóban örvendetes”                 | Nagy Szent Gergely pápáról                                               | 1904. március 12.    |            |
| 3.  | Ad diem illum laetissimum | „A legboldogabb naphoz”              | A szeplőtelen fogantatásról                                              | 1905. február 2.     |            |
| 4.  | Acerbo nimis              | „Nagyon keserves”                    | A keresztény tanok oktatásáról                                           | 1905. április 15.    |            |
| 5.  | Il fermo proposito        | „A szilárd elhatározás”              | Az olaszországi Katolikus Akcióról                                       | 1905. június 11.     |            |
| 6.  | Vehementer nos            | „A mi szenvedélyesen”                | Az Egyház és az állam szétválasztásáról szóló 1905-ös francia törvényről | 1906. február 11.    |            |
| 7.  | Tribus circiter           | „Úgy körülbelül”                     | A miravitákról: Lengyelország misztikus papjairól                        | 1906. április 5.     |            |
| 8.  | Pieni l'animo             | „Rémült a lelkünk”                   | Az olaszországi klérusról                                                | 1906. július 28.     |            |
| 9.  | Gravissimo officii munere | „Hivatalunk igen komoly kötelessége” | Az istentisztelet francia társulatairól                                  | 1906. augusztus 10.  |            |
| 10. | Une fois encore           | „Egyszer ismét”                      | Az Egyház és az állam szétválasztásáról                                  | 1907. január 6.      |            |
| 11. | Pascendi Dominici gregis  | „Az Úr nyáját legeltetve”            | A modernisták tanításairól                                               | 1907. szeptember 8.  | (magyarul) |
| 12. | Communium rerum           | „Általános gondok”                   | Aostai Szent Anzelmről                                                   | 1909. április 21.    |            |
| 13. | Editae saepe              | „Hallatja gyakran”                   | Borromeo Szent Károlyról                                                 | 1910. május 26.      |            |
| 14. | Iamdudum                  | „Már régóta”                         | A szétválasztás törvényéről Portugáliában                                | 1911. május 24.      |            |
| 15. | Lacrimabili statu         | „Gyászos helyzet”                    | Dél-Amerika indiánjairól                                                 | 1912. június 7.      |            |
| 16. | Singulari quadam          | „Némiképp egyedülálló”               | A munkásszervezetekről                                                   | 1912. szeptember 24. |            |